# Ernst Julius Hentschel

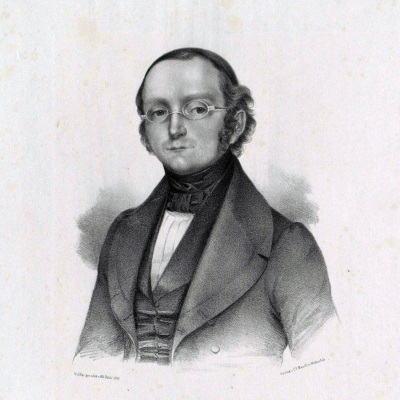
Ernst Julius Hentschel

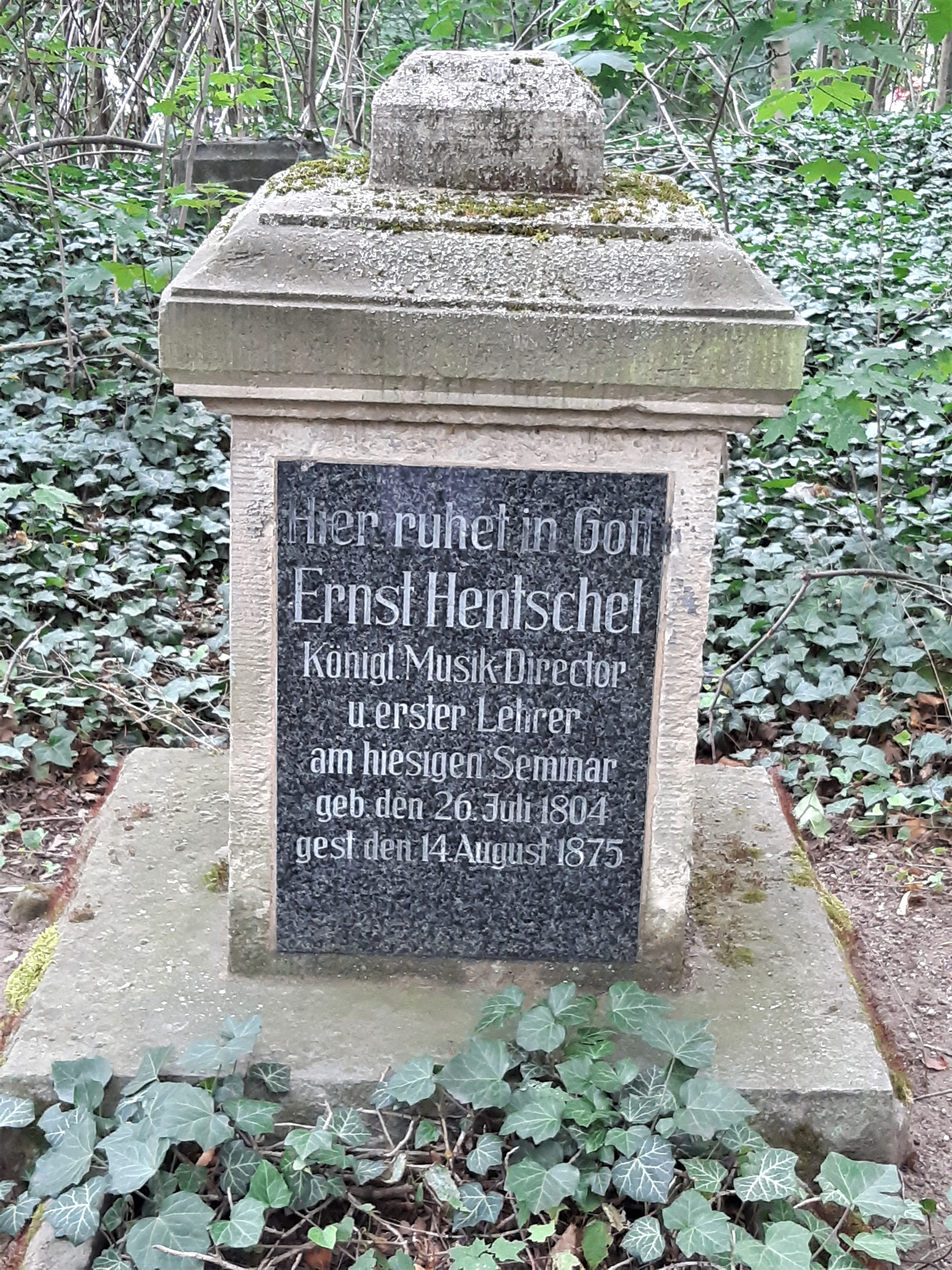
Grab von Ernst Hentschel auf dem Alten Friedhof Weißenfels, heute Stadtpark

Ernst Julius Hentschel (* 26. Juli 1804 in Zodel; † 14. August 1875 in Weißenfels) war ein deutscher Musikpädagoge.

## Leben
Hentschel wurde zunächst von seinem Großvater, dem Kantor und Organisten Hohberg in Langenwaldau bei Liegnitz, musikalisch ausgebildet. Nach dessen Tod 1811 setzte Hentschel seine Ausbildung beim Nachfolger seines Großvaters fort, einem Organisten namens Prüfer. Nachdem sich Hentschel 1815 für die Lehrerausbildung entschieden hatte, unterrichtete ihn Prüfer auch auf dem Klavier und der Violine. 
1817 wurde er am Lehrerseminar in Kroitsch aufgenommen, wo er einen Bläserchor gründete und in einem Streichquartett spielte. 1821 wechselte er an das Lehrerseminar in Bunzlau. 1822 erhielt er einen Ruf als Hilfslehrer nach Weißenfels. Im Sommer 1823 konnte Hentschel auf Staatskosten zu Johann Bernhard Logier nach Berlin reisen, wo er auch Carl Friedrich Zelter kennen lernte. 1824 wurde Hentschel schließlich Dozent am Lehrerseminar in Weißenfels. 
Hentschel erarbeitete sich in kurzer Zeit einen ausgezeichneten Ruf als Musik- und Mathematiklehrer. 1831 und 1833 veranstaltete er Männergesangsfeste in Weißenfels. Er war Herausgeber und gemeinsam mit dem Musiker Ludwig Erk Mitbegründer der Zeitschrift Euterpe und verfasste mehrere gewichtige pädagogische Werke.

## Werke
- Evangelisches Schulchoralbuch
- Lehrbuch des Rechenunterrichts in Volksschulen